# 埃斯帕諾拉 (新墨西哥州)
埃斯帕諾拉（英語：Española）是一個位於美國新墨西哥州里奧阿里巴縣及聖菲縣的城市。

## 人口
根據2020年美國人口普查的數據，埃斯帕諾拉的面積為21.61平方千米，當中陸地面積為21.30平方千米，而水域面積為0.31平方千米。當地共有人口10526人，而人口密度為每平方千米487人。